# ГЕС Акосомбо
ГЕС Акосомбо — гідроелектростанція у південно-східній частині Гани за сім десятків кілометрів на північний схід від околиць її столиці Аккри. Знаходячись перед ГЕС Кпонг, становить верхній ступінь в каскаді на головній річці країни Вольті, котра тече у меридіональному напрямку на південь та впадає в Гвінейську затоку (або середній ступінь, якщо враховувати ГЕС Bui на одному з витоків Вольти). Станом на 2018 рік найпотужніша електростанція в країні.
В межах проекту річку перекрили кам'яно-накидною греблею із глиняним ядром висотою 114 метрів, довжиною 660 метрів та товщиною (по основі) 366 метрів, на спорудження якої пішло майже 8 млн м3 матеріалу. Разом з бічною дамбою висотою 37 метрів та довжиною 355 метрів вона утримує гігантське водосховище Вольта, котре займає кілька відсотків території країни та має корисний об'єм у 60 млрд м3. При цьому у сховищі можливе коливання рівня між позначками 73 та 85 метрів над рівнем моря.
Розташований біля правого берегу пригреблевий машинний зал станції обладнали шістьма турбінами типу Френсіс потужністю по 170 МВт (після відновлювальних робіт збільшена до 173 МВт), які при максимальному напорі у 69 метрів повинні виробляти 3321 млн кВт-год електроенергії на рік.
Основним споживачем продукції ГЕС Акосомбо стала алюмінієва промисловість Гани.
Видача продукції відбувається через кілька ЛЕП, що працюють під напругою 161 кВ.